# تجديد الشباب
تجديد الشباب هو مجال طبي مهتم بدراسة العكس العملي لعملية الشيخوخة.
يختلف تجديد الشباب عن مفهوم إطالة الحياة. غالبًا ما تركز استراتيجيات إطالة العمر على دراسة أسباب الشيخوخة وتحاول مقاومة هذه الأسباب من أجل إبطاء عملية الشيخوخة. يمثل تجديد الشباب بدوره عكس عملية الشيخوخة ويتطلب بالتالي استراتيجية مختلفة، التي يمكن تلخيصها في إصلاح التلف المرتبط بالشيخوخة أو استبدال نسج جديدة بتلك التالفة. قد يُعتبر تجديد الشباب وسيلة من وسائل إطالة العمر، إلا أن استراتيجيات إطالة العمر بغالبيتها غير متضمنة لتجديد الشباب.

## الخلفية الثقافية والتاريخية
تحكي الأساطير بأنواعها قصصًا عن السعي نحو تجديد الشباب. اعتُقد في السابق أن السحر أو تدخل القوى الخارقة للطبيعة قادر على استعادة الشباب، إذ انطلق العديد من المغامرين الأسطوريين في هذه الرحلات الهادفة إلى العثور على الشباب من أجل أنفسهم، أو أقاربهم أو بعض السلطات المعينة التي أرسلتهم بشكل مجهول.
أرسل أحد الأباطرة الصينيين القدماء في الحقيقة سفنًا من الشباب والشابات في رحلة للعثور على لؤلؤة من شأنها تجديد شبابه. أدى هذا بدوره إلى نشوء أسطورة بين الصينين المعاصرين مفادها أن الفضل بتأسيس اليابان عائد إلى هؤلاء الناس.
في بعض الأديان، يتعرض الناس لعملية تجديد الشباب بعد الموت قبول دخولهم الجنة.
بقيت حكايا تجديد الشباب هذه مستمرة خلال القرن السادس عشر. قاد المستكشف الإسباني خوان بونثي دي ليون رحلة استكشافية حول الجزر الكاريبية وإلى فلوريدا من أجل العثور على ينبوع الشباب. واصلت البعثة الاستكشافية بحثها مدفوعة بالشائعات وهلك الكثيرون في أعقاب ذلك. لم تحقق محاولات البحث أي نجاح في العثور على ينبوع الشباب إذ لم يكن السكان المحليون على دراية بالموقع الدقيق لهذا الينبوع.
منذ ظهور الفلسفة، بذل الحكماء والعديد ممن يطلقون على أنفسهم لقب السحرة جهودًا هائلة من أجل العثور على سر الشباب، سواء لأنفسهم أو لمواليهم ورعاتهم من النبلاء. شاع الاعتقاد بوجود بعض الجرعات التي من شأنها استعادة الشباب على نطاق واسع.
تشمل النهج الأخرى التي يُستشهد بها بشكل شائع محاولة تحويل جوهر الشباب ونقله من الأفراد اليافعين إلى كبار السن. تشمل الأمثلة على ذلك النوم مع العذارى أو الأطفال (النوم بشكل حرفي في بعض الأحيان، وليس بالضرورة ممارسة الجنس) أو الاستحمام في دمائهم أو شربها.
يصل السعي نحو تجديد الشباب إلى ذروته في الخيمياء. في جميع أنحاء أوروبا وحتى خارجها، حاول الخيميائيون العثور على حجر الفلاسفة، المادة الأسطورية التي ليس بمقدورها، كما يُعتقد، تحويل الرصاص إلى ذهب فحسب، بل يمكنها أيضًا إطالة العمر واستعادة الشباب. على الرغم من فشلها في تحقيق هذا الهدف، استطاعت الخيمياء تمهيد الطريق أمام ظهور المنهج العلمي وما نتج عنه من تقدم طبي في يومنا هذا.
كان سيرج أبراهاموفيتش فورونوف جراحًا فرنسيًا من مواليد روسيا واشتُهر بتقنيته في استخدام نسج الخصية المأخوذة من قرد لتطعيم خصيتي رجل أثناء عمله في فرنسا خلال عشرينيات وثلاثينيات القرن العشرين. اعتُبرت هذه العملية واحدة من أولى علاجات تجديد الشباب المقبولة طبيًا (ليثبت في وقت لاحق أنها خاطئة في الفترة بين 1930-1940). استطاع أبراهاموفيتش فورونوف بفضل تقنيته كسب قدر كبير من المال، على الرغم من امتلاكه ثروة مستقلة مسبقًا. مع خسارة شعبية عمله، تحول أبراهاموفيتش فورونوف من جراح على درجة عالية من الاحترام والرفعة إلى موضوع للسخرية. بحلول أوائل ثلاثينيات القرن العشرين، خضع ما يفوق 500 رجل للعلاج باستخدام تقنية تجديد الشباب الخاصة به في فرنسا، بالإضافة إلى آلاف الرجال الآخرين حول العالم، بما في ذلك إحدى العيادات الخاصة المؤسسة في الجزائر. يُعد هارولد فولر ماكورميك، رئيس مجلس إدارة شركة انترناشونال هارفيستير، ورئيس وزراء تركيا المتقدم في السن، من أبرز الأشخاص الذين خضعوا لهذه العملية الجراحية.
لطالما شكّلت تكنولوجيا تجديد الشباب وتأثيراتها على الأفراد والمجتمع موضوعًا من مواضيع الخيال العلمي. تُعد روايتا الشباب المبذَّر وملحمة الكومنولث لبيتر إف. هاميلتون من الأمثل الأبرز والأكثر شهرة على ذلك، إذ تتعاملان مع التأثيرات قصيرة وطويلة الأمد لتغير الجسم من عمر 80 عام إلى 20 عام بشكل شبه مثالي مع حفاظ العقل على سلامته. يظهر تجديد الشباب بشكل أقل مثالية في ثلاثية المريخ لكيم ستانلي روبنسون إذ يؤدي تجديد الشباب إلى خسارة الذاكرة طويلة الأمد وحالة من الملل الشديد مع التقدم الطويل جدًا في العمر. تتميز شخصيات ما بعد الموت في سلسلة فضاء الوحي بأعمارها طويلة الأمد أو اللامحدودة، إذ تلجأ هذه الشخصيات نتيجة الملل الشديد إلى الأنشطة شديدة الخطورة.